# Biesówko
Biesówko (deutsch Klein Bössau, 1927 bis 1945 Klein Bößau) ist ein Ort in der polnischen Woiwodschaft Ermland-Masuren. Er gehört zur Gmina Biskupiec (Stadt- und Landgemeinde Bischofsburg) im Powiat Olsztyński (Kreis Allenstein).

## Geographische Lage
Biesówko liegt am Westufer des Jezioro Tejstymy (deutsch Bössauer See, auch: Teistimmer See) in der nördlichen Mitte der Woiwodschaft Ermland-Masuren, 22 Kilometer südwestlich der früheren Kreisstadt Rößel (polnisch Reszel) bzw. 31 Kilometer nordöstlich der heutigen Kreismetropole und auch Woiwodschaftshauptstadt Olsztyn (deutsch Allenstein).

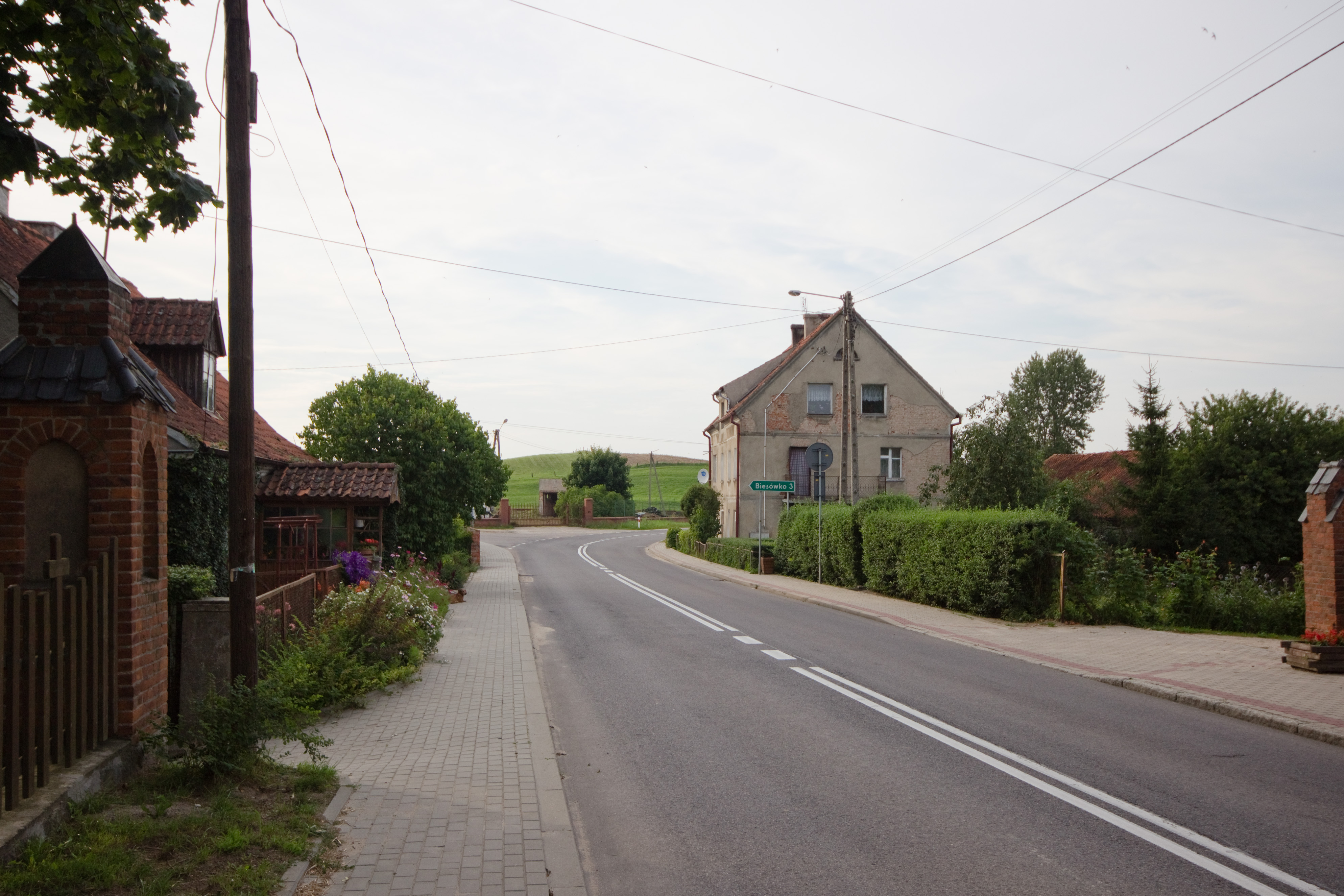
In Biesowo: Abzweig der Straße nach Biesówko (im Hintergrund)

## Geschichte
Bei dem vor 1785 Klein Bessau genannten Ort handelt es sich um ein kleines Dorf, das 1354 gegründet wurde. 1785 wurde es als köllmisches Dorf mit 17 Feuerstellen erwähnt, 1820 mit 18 Feuerstellen bei 105 Einwohnern.
Als im Jahre 1874 der Amtsbezirk Bössau im ostpreußischen Kreis Rößel gebildet wurde, wurde Klein Bössau eingegliedert.
188 Einwohner zählte Klein Bössau im Jahre 1885, im Jahre 1910 waren es 180.
Die Namensschreibweise von Klein Bössau wurde am 3. Oktober 1927 offiziell in „Klein Bößau“ verändert.
Die Zahl der Einwohner belief sich im Jahre 1933 auf 140 und im Jahre 1939 auf 128.
Als 1945 in Kriegsfolge das gesamte südliche Ostpreußen an Polen fiel, war auch Klein Bößau davon betroffen: das Dorf erhielt die polnische Namensform „Biesówko“. Heute gehört es zu Stadt- und Landgemeinde Biskupiec (Bischofsburg) im Powiat Olsztyński (Kreis Allenstein), 1975 bis 1998 der Woiwodschaft Olsztyn, seither der Woiwodschaft Ermland-Masuren zugehörig. Im Jahre 2021 zählte Biesówko 51 Einwohner.

## Kirche
Bis 1945 war Klein Bößau in die evangelische Kirche Seeburg (Ostpreußen) (polnisch Jeziorany) in der Kirchenprovinz Ostpreußen der Kirche der Altpreußischen Union, außerdem in die römisch-katholische Kirche Groß Bößau (polnisch Biesowo) im damaligen Bistum Ermland eingepfarrt.
Heute gehört Biesówko weiterhin zur römisch-katholischen Pfarrei Biesowo, die jetzt allerdings dem Erzbistum Ermland zugeordnet ist. Evangelischerseits ist Biesówko nach Biskupiec orientiert: zur dortigen Kapellengemeinde, die als Filialgemeinde der Kirche in Sorkwity (Sorquitten) in der Diözese Masuren der Evangelisch-Augsburgischen Kirche in Polen untersteht.

## Verkehr
Von der polnischen Landesstraße 57 (hier im Abschnitt der ehemaligen deutschen Reichsstraße 128) zweigt in Biesowo (Groß Bößau) eine Nebenstraße ab, die direkt nach Biesówko führt. Eine Bahnanbindung besteht nicht.